# Гута (Славутский район)
Гу́та (укр. Гута) — село в Славутском районе Хмельницкой области Украины.
Население по переписи 2001 года составляло 269 человек. Почтовый индекс — 30082. Телефонный код — 3842. Занимает площадь 1,15 км². Код КОАТУУ — 6823988802.

## Местный совет
30065, Хмельницкая обл., Славутский р-н, с. Хоровец